# 木兰杜鹃
木兰杜鹃（学名：Rhododendron nuttallii），为杜鹃花科杜鹃花属下的一个种。

## 扩展阅读
維基物種上的相關：木兰杜鹃